# ノーユラン県

ノーユラン県
Nordjyllands Amt

ノーユラン県（ノーユランけん、デンマーク語: Nordjyllands Amt）はかつて存在したデンマークの地方行政区画（県）。デンマーク北部、ユトランド半島北東端とヴェンシュセルチュー島東部に跨って位置し、行政府所在地はオールボー。地方行政区画再編により、2006年12月31日をもって廃止され、翌2007年1月1日より、北ユラン地域に組み入れられた。